# 대한민국 형법 제229조
대한민국 형법 제229조는 위조등 공문서의 행사에 대한 형법각칙의 조문이다. 외국인이 한국 밖에서 이 범죄를 저지르더라도 예외적으로 처벌하고 있다

## 조문
제229조(위조등 공문서의 행사) 제225조 내지 제228조의 죄에 의하여 만들어진 문서, 도화, 전자기록등 특수매체기록, 공정증서원본, 면허증, 허가증, 등록증 또는 여권을 행사한 자는 그 각 죄에 정한 형에 처한다.

第229條(僞造등 公文書의 행사) 第225條 내지 第228條의 罪에 의하여 만들어진 文書, 圖畵, 電磁記錄등 特殊媒體記錄, 公正證書原本, 免許證, 許可證, 登錄證 또는 旅券을 행사한 者는 그 각 罪에 정한 刑에 處한다.

## 판례
- 문서가 위조, 변조, 허위작성되었다는 정을 아는 공범자등에게 제시, 교부하는 경우에는 행사죄가 성립하지 않는다.[2]

## 같이 보기
- 위조공문서행사죄